# Operazione Sunrise
Operazione Sunrise ("Aurora"), anche nota come operazione Crossword, era il nome in codice assegnato alle trattative segrete intraprese dal generale delle SS Karl Wolff, generale plenipotenziario militare del Terzo Reich in Italia, e dall'agente statunitense Allen Dulles (capostruttura OSS in Svizzera), con lo scopo di negoziare la resa separata delle forze tedesche schierate nel nord Italia (Gruppo d'armate C) e delle forze fasciste collaborazioniste della Repubblica Sociale Italiana favorendo un rapido passaggio dei poteri nelle mani delle forze angloamericane degli Alleati. L'operazione, ostacolata da contrasti e divergenze sia nel campo alleato che in quello tedesco, non raggiunse i suoi obiettivi e la resa venne firmata solo il 29 aprile 1945 e divenne effettiva il 2 maggio, dopo la disfatta finale della Wehrmacht sul fronte italiano e dopo che ormai le operazioni sugli altri fronti europei avevano determinato il crollo del Terzo Reich. Queste trattative segrete, da cui furono inizialmente esclusi i sovietici, provocarono un duro contrasto tra le tre Grandi Potenze alleate e il più acceso e polemico scambio epistolare tra Stalin e Roosevelt di tutta la guerra.

## Storia

### I primi contatti in Svizzera
L'iniziativa tedesca di tentare trattative separate con gli alleati occidentali ebbe origine nel dicembre 1944 per iniziativa dell'ufficiale delle SS Eugen Dollmann tramite il barone italiano Luigi Parrilli in contatto con i servizi segreti svizzeri; alla fine del febbraio 1945 Parrilli ebbe un incontro con agenti statunitensi a Lugano e manifestò la volontà dei tedeschi di negoziare la resa. Karl Wolff, generale delle SS e della polizia e plenipotenziario militare tedesco in Italia, dopo una riunione il 28 febbraio a Desenzano con Rudolf Rahn plenipotenziario del Reich in Italia, l'ufficiale SS Guido Zimmer e il generale Wilhelm Harster, capo della polizia segreta tedesca in Italia, dipendente gerarchicamente dal capo del RSHA (Ufficio centrale della sicurezza del Reich) Ernst Kaltenbrunner, il 1º marzo 1945 decise di inviare in Svizzera Eugen Dollmann e Guido Zimmer per incontrare un emissario dell'OSS statunitense. In un colloquio preliminare con Dollmann, Wolff si mostrò disposto ad ampie concessioni nei confronti degli alleati e parlò di aprire il fronte italiano cessando la resistenza, di ritirare ordinatamente le forze tedesche a Bolzano e di proporre una collaborazione con gli anglosassoni a scopo antisovietico.

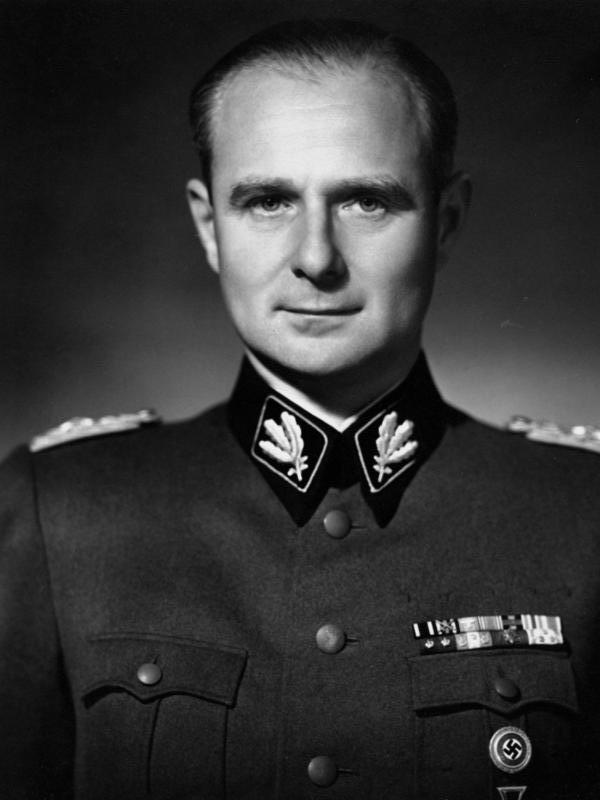
Karl Wolff, il generale delle SS plenipotenziario di polizia tedesco in Italia.

Non è chiaro se Himmler fosse a conoscenza fin dal principio di questi propositi di Wolff, che rientravano peraltro nelle sue irrealistiche aspettative di poter mantenere, anche dopo l'inevitabile crollo del Terzo Reich, una base di potere in funzione anticomunista al servizio dei vincitori occidentali; l'ambasciatore Rahn e Kaltenbrunner (tramite Harster) erano a conoscenza del progetto, mentre Hitler e Kesselring (in procinto di abbandonare il teatro italiano e assumere il comando sul fronte occidentale) rimasero inizialmente all'oscuro di queste manovre.
Dollmann e Zimmer ebbero il 3 marzo il primo incontro a Lugano con Parrilli e l'emissario statunitense, Paul Blum; durante questi colloqui Dollmann propose di estendere le trattative di resa concordata agli altri teatri di guerra e chiese chiarimenti nel caso di un consenso di Hitler o Himmler; l'agente americano, pur vivamente interessato, oppose un netto rifiuto a trattative vere e proprie con i nazisti e si mantenne riservato chiedendo però, come prova di affidabilità per continuare i colloqui segreti, la liberazione senza condizioni di due importanti prigionieri in mano tedesca: Ferruccio Parri, vicecomandante del CVL e Antonio Usmiani.

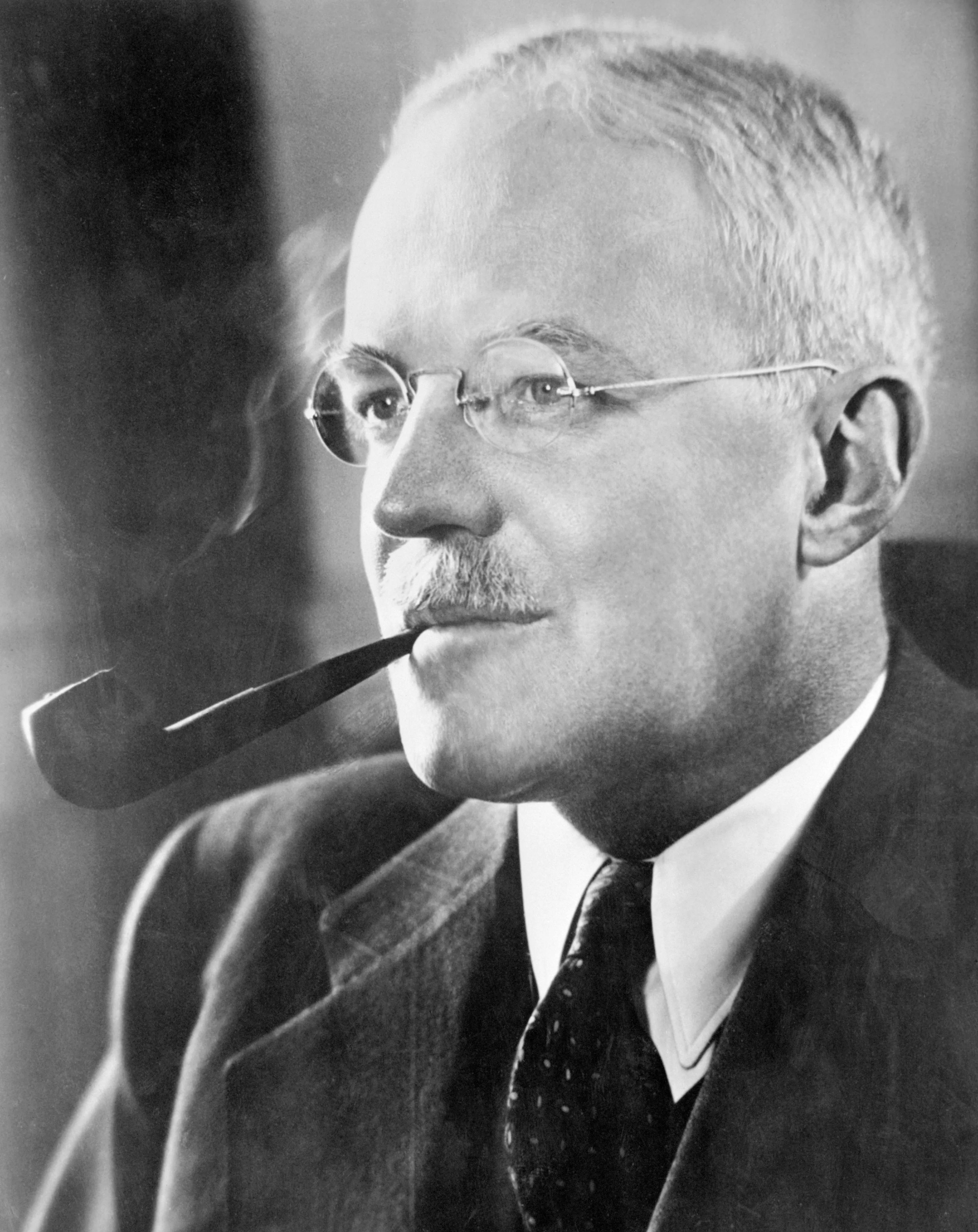
Allen Dulles, capo dell'OSS statunitense in Svizzera.

Il pomeriggio e la sera del 4 marzo si tenne a Fasano, una frazione di Gardone Riviera, un'importante riunione tra Wolff, Rahn e Dollmann, di ritorno dalla Svizzera; questi riferì dei colloqui e delle richieste dell'agente americano. Venne quindi concordato che le trattative sarebbero state dirette da Wolff che infine decise di liberare Parri e Usmiani (i due vennero rilasciati sul confine svizzero l'8 marzo) in cambio della possibilità di un incontro diretto per organizzare la resa delle forze tedesche in Italia ed il passaggio dei poteri. Rahn apparentemente abbandonò un ruolo diretto nelle trattative, mentre Wolff decise di intervenire su Kesselring per convincerlo alla resa, mantenendo invece all'oscuro Mussolini e la dirigenza della RSI dei sondaggi in corso.
L'8 marzo nel massimo segreto Wolff si incontrò in un albergo di Zurigo con il responsabile OSS in Svizzera Allen Dulles, inizialmente alla sola presenza di Parrilli e dell'aiutante di Dulles, Gavernitz, mentre nel pomeriggio si aggiunse anche Dollmann; Dulles, pur ribadendo la richiesta di resa incondizionata, sembrò dare fiducia alle proposte di Wolff, che da parte sua affermò di agire senza preventivo assenso di Himmler con il solo lo scopo di concordare la resa separata delle forze tedesche in Italia. Vennero discussi inoltre alcuni punti riguardo alla salvaguardia delle strutture industriali del nord Italia, la lotta antipartigiana, garanzie per i prigionieri e gli ostaggi. Wolff, secondo Dollmann, ritornò dall'incontro con Dulles molto fiducioso, convinto di convincere Kesselring ad aderire, ipotizzando di estendere le trattative, di poter coordinare con gli occidentali una partecipazione tedesca alla salvaguardia dell'Europa dalla "minaccia sovietica", e di poter assumere un importante ruolo politico nell'ipotizzato nuovo governo tedesco, dopo la rovina di Hitler.

### Complicazioni e intrighi
La prima difficoltà che intralciò i piani del generale Wolff fu l'improvvisa partenza di Kesselring dall'Italia per assumere il comando del fronte occidentale (notte dell'8-9 marzo); in attesa dell'assunzione del comando da parte del generale Heinrich von Vietinghoff, Wolff non poté quindi avvicinare il feldmaresciallo né concordare la resa militare del Gruppo d'armate C. Dopo una pausa di alcuni giorni le trattative ripresero il 15 marzo quando i rappresentanti militari alleati arrivarono in Svizzera per un nuovo incontro con i tedeschi; il 19 marzo il generale Wolff si incontrò ad Ascona con il generale statunitense Lyman Lemnitzer e il generale britannico Terence Airey. Gli alleati riferirono le voci su un coinvolgimento di Mussolini nelle trattative, ma Wolff negò recisamente questa circostanza e il resto dell'incontro si incentrò sullo studio dei tempi e delle modalità della resa. Il generale tedesco richiese cinque o sei giorni di tempo per organizzare la cessazione delle ostilità sul fronte italiano con Kesselring ed evitare un'offensiva finale alleata. Il 23 marzo Wolff si recò in effetti a Bad Nauheim, sede del comando di Kesselring, per consultarsi con il feldmaresciallo; apparentemente Kesselring approvò l'operato di Wolff ma respinse progetti per una resa generale all'ovest e affermò di non aver più poteri in Italia, invitando Wolff a conferire con von Vietinghoff (arrivato il 19 marzo).
Nei giorni seguenti da Berlino i dirigenti tedeschi appresero notizie circa i contatti in corso stabiliti da Wolff; Rahn venne convocato in Germania, ma preferì non partire e rimase in Italia, Kaltenbrunner venne informato da Harster, mentre Himmler, il 1º aprile telefonò a Wolff e gli ordinò di non muoversi dall'Italia e rimanere nel suo quartier generale. Lo stesso giorno Wolff e von Vietinghoff ebbero un primo colloquio e il comandante in capo tedesco sembrò favorevole alle trattative, ma nel successivo incontro del 7 aprile il generale mostrò invece molti dubbi e fece appello all'onore militare. Gli alleati, sospettosi su questi rinvii e difficoltà frapposte alla resa incondizionata, avevano già chiesto garanzie sulla salvaguardia degli impianti industriali e Wolff aveva comunicato fin dal 6 aprile ai comandi subordinati di salvaguardare le fabbriche, mentre erano state anche organizzate regolari comunicazioni via radio attraverso la postazione installata nella casa di Wolff a Milano.

### Scontro tra alleati
Il Comitato dei Capi di Stato Maggiore Combinati (Combined Chiefs of Staff, l'assemblea dei capi di stato maggiore britannici e statunitensi) aveva accordato il consenso all'invio dei rappresentanti militari alleati Lemnitzer e Airey in Svizzera per i colloqui con Wolff ma aveva anche avvertito subito che riteneva necessario informare i sovietici di questi incontri, mentre i comandanti in capo britannici proposero che rappresentanti sovietici potessero prendere parte alle trattative. Il 12 marzo quindi, gli ambasciatori britannico, Archibald Clark Kerr, e statunitense, Averell Harriman, a Mosca comunicarono direttamente a Vjaceslav Molotov la notizia degli incontri segreti in Svizzera; il ministro degli esteri sovietico, già informato dai servizi segreti, non fece obiezioni di principio ma richiese la partecipazione di tre ufficiali superiori sovietici alle trattative. Il generale John R. Deane, rappresentante militare statunitense a Mosca, mosse obiezioni a questa proposta ed alla fine i rappresentanti sovietici non vennero accettati con la motivazione che si trattava solo di colloqui preliminari che sarebbero presto stati trasferiti al comando alleato di Caserta, dove erano già presenti rappresentanti permanenti dell'Armata Rossa.

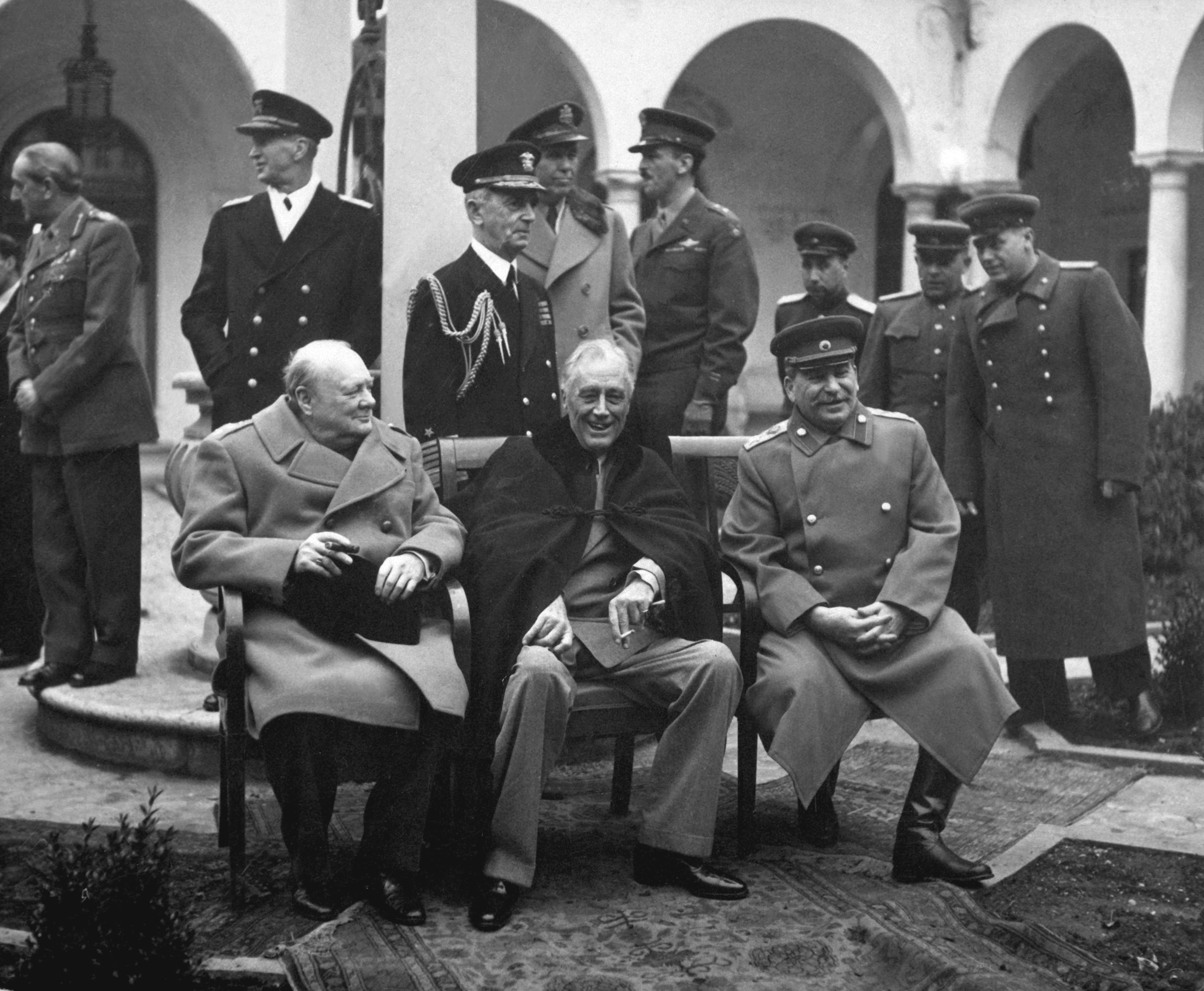
I "Tre Grandi", Winston Churchill, Franklin Delano Roosevelt e Stalin, durante la conferenza di Jalta del febbraio 1945, dopo l'apparente accordo durante gli incontri in Crimea, i tre capi di stato ebbero forti divergenze riguardo ai colloqui segreti con i nazisti in Svizzera.

Molotov non accolse con favore queste decisioni alleate e richiese l'immediata interruzione dei colloqui segreti; il 22 marzo, in replica ad una nota minimizzatrice dell'ambasciatore britannico Clark Kerr che negava l'esistenza di negoziati veri e propri, venne diramata una polemica nota ufficiale sovietica che denunciava trattative segrete "alle spalle dell'Unione Sovietica" che potevano preludere ad una pace separata tra la Germania nazista e gli alleati occidentali. La sospettosità e la diffidenza di Stalin non vennero dissipate da un rassicurante messaggio personale del presidente Roosevelt del 25 marzo riguardo ai "negoziati di Berna" e vennero invece accresciute dalle notizie del trasferimento sul fronte orientale di almeno tre divisioni tedesche schierate in Italia. Il dittatore sovietico rispose quindi al presidente il 29 marzo sottolineando gli evidenti segni di un indebolimento della resistenza tedesca contro gli alleati occidentali, di contro al rafforzamento dell'opposizione della Wehrmacht contro i sovietici, legato forse ad oscuri intendimenti della dirigenza nazista di "aprire il fronte italiano alle armate alleate".
Un ulteriore messaggio di Roosevelt del 1º aprile in cui il presidente ripeteva che nessun negoziato era in corso e che i movimenti di truppe tedesche non potevano essere collegati con i colloqui in corso in Svizzera, spinse Stalin, nella sua risposta del 3 aprile, a manifestare il suo disappunto per la mancata partecipazione sovietica ai colloqui, con il rischio di favorire le manovre naziste per diffondere la sfiducia e dividere i Tre Grandi. Il dittatore sovietico inoltre insinuò che il presidente "forse era stato male informato dai suoi collaboratori" riguardo ai negoziati in corso che, secondo i suoi "colleghi e esperti militari" miravano effettivamente ad interrompere la resistenza contro gli alleati occidentali e trasferire la massa delle truppe tedesche verso est.
Un amareggiato e stanco presidente Roosevelt rispose il 5 aprile con il più aspro messaggio mai inviato al dittatore sovietico, in parte compilato dal generale George Catlett Marshall, in cui respingeva tutte le accuse, evidenziava la linearità e la sincerità del comportamento anglosassone e accusava gli informatori di Stalin, "chiunque essi siano", di "ignobile mistificazione" del pensiero del presidente e dei suoi "affidabili collaboratori". Stalin replicò ancora con un'ultima missiva il 7 aprile, scritta in termini asciutti ma amichevoli, in cui descriveva i suoi collaboratori ed informatori come "persone oneste e modeste che non hanno intenzione di offendere nessuno", capaci e affidabili (come dimostrato dai loro esatti apprezzamenti sugli spostamenti delle riserve tedesche del febbraio 1945); confermava inoltre che le truppe tedesche si battevano disperatamente all'est mentre mostravano segni di cedimento contro gli occidentali, che proseguivano i trasferimenti di truppe contro i sovietici e soprattutto che "il punto di vista sovietico", riguardo alla necessità di rimanere uniti e di permettere la partecipazione di tutti gli alleati ad eventuali colloqui con i tedeschi, era "il solo corretto".
Il presidente Roosevelt morì il 12 aprile e questo vivace scambio epistolare fu l'ultimo contatto che il presidente ebbe con Stalin; i contrasti tra anglosassoni e sovietici comunque provocarono un ripensamento alleato ed il 21 aprile da Washington arrivarono nuove direttive alla centrale in Svizzera con l'ordine di interrompere immediatamente ulteriori contatti e colloqui con Wolff o suoi emissari.

### Le trattative finali e la resa tedesca
Gli scopi erano diversi: gli italiani volevano accelerare la resa per evitare ulteriori inutili distruzioni; gli statunitensi per poter concentrare le forze in Germania; i tedeschi contrattare un salvacondotto verso la Germania che gli evitasse vendette finita la guerra e, nell'eventualità che questa fosse continuata, per potersi unire alle loro forze militari lì presenti intente a fronteggiare l'avanzata dell'Armata Rossa.
Venerdì 20 aprile 1945 il generale Heinrich Vietinghoff dette l'ordine di ripiegamento verso Rovereto alla 10ª e 14ª armata, con l'assenso di Rudolf Rahn ambasciatore presso la RSI. Residue forze fasciste invece si raggrupparono invano nel ridotto alpino repubblicano. La morte di Mussolini avvenuta a Giulino di Mezzegra il 28 aprile rese vana ogni velleità di ulteriore resistenza.
Come da accordi presi tra le parti, entro il 29 aprile 1945 le forze tedesche firmarono la resa di Caserta (che divenne pienamente operativa solo la mattina del 3 maggio) a nome loro e della Repubblica Sociale Italiana, limitando al minimo le occasioni di scontro con le forze alleate nel frattempo avanzate nel nord Italia.

## Filmografia
- Diciassette momenti di primavera, 1973
- Luci e ombre sulla storia - OPERAZIONE SUNRISE - History channel, su historychannel.it. URL consultato il 6 ottobre 2008 (archiviato dall'url originale il 16 gennaio 2008).